# Anício Fausto
Anício Fausto (em latim: Anicius Faustus) foi oficial romano do século III, ativo no reinado dos imperadores Diocleciano (r. 284–305), Maximiano, Galério (r. 293–311) e Constâncio Cloro (r. 293–305).

## Vida

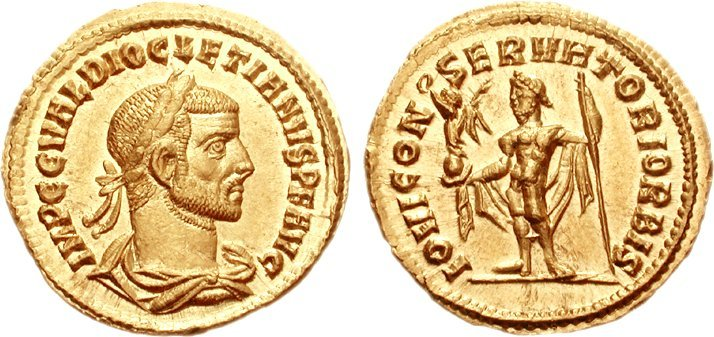
Áureo de Diocleciano r.

Anício era possivelmente filho de Sexto Coceio Anício Fausto Paulino e pode talvez ser associado a Sexto Anício Fausto Pauliniano, que também pode ser seu irmão; é possível que fosse pai de Âmnio Anício Juliano e Sexto Anício Paulino. Em data incerta torna-se cônsul sufecto. Depois, em 298, foi cônsul anterior com Vírio Galo. Entre 299 e 300, foi prefeito urbano de Roma.